# Демиденко Григорій Григорович
Григорій Григорович Демиденко (3 лютого 1940, село Хрестителеве, Чорнобаївський район, Полтавська область, Українська РСР, СРСР — 20 липня 2024) — радянський і український вчений-історик і правознавець, спеціаліст в області історії вчень про державу і право. Доктор історичних наук (1988), професор (1990). Працював у Національної юридичної академії України імені Ярослава Мудрого завідувачем кафедр політичної історії та історії України (1990-1995), потім — професор на кафедрі теорії держави та права (1995-2017).

## Біографія
Григорій Демиденко народився 3 лютого 1940 року в селі Хрестителеве Чорнобаївського району Полтавської області (тепер Черкаська область). Вищу освіту здобув на історичному факультеті Донецького державного університету у 1972 році. Закінчивши ВНЗ, деякий час працював учителем історії та суспільствознавства, потім був прийнятий на місце асистент в Донецькому політехнічному інституті.
У 1969 році вступив до аспірантура Харківського державного університету, яку закінчив у 1972 році. У тому ж році, під науковим керівництвом Георгія Попова, успішно захистив дисертацію на здобуття наукового ступеня кандидата історичних наук на тему «Соратник В. И. Ленина В. Д. Бонч-Бруевич».
У 1972 році поступив на роботу в Харківський юридичний інститут, де зайняв посаду старшого викладача, а через рік — доцент. У 1978 році йому було надано вчене звання доцента.
У 1988 році в Харківському Юридичному інституті Демиденко захистив дисертацію на здобуття наукового ступеня доктора історичних наук на тему «Життя і діяльність соратників в. і. Леніна в радянській історіографії (1917-1987)». У тому ж році йому було надано відповідний науковий ступінь, а ще через два роки він був затверджений в професорське звання і зайняв однойменну посаду у тому ж ВНЗ.
У 1990 році був призначений завідувачем кафедри політичної історії Української державної юридичної академії (до 1991-х), а через чотири роки очолив кафедру історії України. Починаючи з 1995 року, був професор кафедри теорії держави та права того ж ВНЗ, який на той час вже називався національною юридичною академією України імені Ярослава Мудрого. Працюючи у ВНЗ, займався підготовкою вчених, під його науковим керівництвом захистили свої дисертації три кандидати історичних наук.
У 2004 році був нагороджений Почесною грамотою Харківської обласної державної адміністрації. У 2009 році відзначений почесним званням «Заслужений професор Національної юридичної академії України імені Ярослава Мудрого", а через рік був нагороджений Почесною відзнакою III ступеня Національної юридичної академії України, а у 2015 році — II ступенем цієї відзнаки.
У 2014 році спільно з професором В. М. Єрмолаєвим видав Навчальний посібник «Правда Руська Ярослава Мудрого: початок законодавства Київської Русі». Доцент А. Е. Радутний назвав цю роботу «новим поглядом на Правду російську». За цей навчальний посібник у 2016 році Демиденко і Єрмолаєв були відзначений премією імені Ярослава Мудрого у номінації «за підготовку та видання підручників для студентів юридичних спеціальностей вищих закладів освіти».
Продовжував працювати в Національному юридичному університеті імені Ярослава Мудрого (до 2010 року — НЮАУ) до 2017 року.
Станом на 2020 рік був головним спеціалістом у Науково-дослідницькому інституті державного будівництва та місцевого самоврядування Національної академії правових наук України.
Помер 20 липня 2024 року.